# ISO 3166-2:DM
ISO 3166-2:DM is een ISO-standaard met betrekking tot de zogenaamde geocodes. Het is een subset van de ISO 3166-2 tabel, die specifiek betrekking heeft op Dominica.
De gegevens werden tot op 27 november 2015 geüpdatet op het ISO Online Browsing Platform (OBP). Hier worden 10 parochiess - parish (en) / paroisse (fr) - gedefinieerd.
Volgens de eerste set, ISO 3166-1, staat DM voor Dominica, het tweede gedeelte is een tweecijferig nummer (met voorloopnullen).

## Codes
| Code  | Naam          |
| ----- | ------------- |
| DM-02 | Saint Andrew  |
| DM-03 | Saint David   |
| DM-04 | Saint George  |
| DM-05 | Saint John    |
| DM-06 | Saint Joseph  |
| DM-07 | Saint Luke    |
| DM-08 | Saint Mark    |
| DM-09 | Saint Patrick |
| DM-10 | Saint Paul    |
| DM-11 | Saint Peter   |